# Temporada 1944 de la NFL
La Temporada 1944 de la NFL fue la 25.ª en la historia de la NFL. Los Boston Yanks se unió a la liga
como equipo de expansión. Además, los Brooklyn Dodgers cambiaron su nombre a Brooklyn Tigers. Los Cleveland Rams
y los Philadelphia Eagles reanudaron sus operaciones tradicionales. Pero el Pittsburgh Steelers se fusionó con los Chicago Cardinals
por esta temporada debido a una escasez de jugadores como consecuencia de la Segunda Guerra Mundial. El equipo combinado, conocido como
Card-Pitt, jugó la mitad de sus partidos en casa en cada ciudad. Card-Pitt estableció el récord del siglo XX con el promedio más bajo por
para un equipo de la NFL con 32.7 yardas por despeje.
La temporada fue notable porque contó con dos equipos sin triunfos (el único caso en la historia de la NFL después de que la liga se
estabilizara desde sus primeros años cuando los equipos sin victorias eran mucho más comunes) como tanto Brooklyn y Card-Pitt terminaron en 0-10.
Desde 1944, sólo cuatro equipos han terminado sin victorias durante la temporada: los Dallas Cowboys en 1960 (0-11-1),
Tampa Bay Buccaneers en 1976 (0-14), Baltimore Colts en 1982(0-8-1 ),
y los Detroit Lions en 2008 (0-16). En el caso de los Colts, la temporada fue acortada debido a una huelga
de jugadores, mientras que los Cowboys y Buccs fueron equipos de expansión que finalizaron sin victorias.
La temporada finalizó el 17 de diciembre cuando los Green Bay Packers vencieron a New York Giants 14-7 por el juego de campeonato de la NFL.

## Principales cambios en las reglas
- La regla de sustitución libre se modificó para que los sustitutos no tengan que informar a los oficiales antes de jugar.
- La comunicación entre los jugadores y entrenadores en el campo está permitida siempre y cuando los entrenadores estén en las áreas designadas a lo largo de las líneas laterales, y que no causen un retraso en el juego.
- Si el equipo ofensivo comete una interferencia de pase en la zona de anotación de su oponente, sólo se le cobra una penalización de distancia y ya no es un touchback automático.

## Carrera Divisional
Cada equipo jugó diez partidos durante trece semanas. Los Brooklyn Tigers perdieron siete de sus juegos por un touchdown o menos. El 29 de
octubre, tenía una ventaja sobre Boston 14-7 en el medio tiempo, antes de perder 17-14 en la Semana Siete. En la misma semana, la derrota de
Card-Pitt 42-20 en Washington, lo eliminó de los playoffs. Card-Pitt en realidad había tomado una ventaja de 28-23 sobre los Rams en su primer
partido, jugado 24 de septiembre en Pittsburgh, antes de caer 30-28, su única ventaja fue un 7-0 en un partido en Chicago contra los Packers,
que finalmente perdió 35-20.
En el División Oeste no hubo competencia, ya que los Packers ganaron sus primeros seis partidos y se quedó por delante de todos los rivales.
En la División Este, Washington (5-0-1) y Filadelfia (4-0-2) estaban invictos después de nueve semanas. Los equipos se enfrentaron en Washington
en la Semana Diez (26 de noviembre), y los Eagles ganaron 37-7, poniéndolos en 5-0-2, con los Redskins y los Giants que estaban a un juego 5-1-1.
Los Eagles perdieron la semana siguiente, mientras que los Giants y Redskins ganaron, en la Semana once, con Nueva York y Washington a la cabeza
en 6-1-1. En la semana doce, una multitud de 47.457 asistió al Polo Grounds de New York para ver a los Giants y Redksins. Washington tenía una
ventaja de 13-10 antes de caer 16-13. En la Semana Trece, los Eagles vencieron a los Rams 26-13, dándoles una marca de 7-1-2, y esperó para
ver cómo le iba a los Giants (7-1-1) en su revancha en Washington. Los Giants vencieron a los Redksins 31-0, ganando la división y el boleto
para el juego de campeonato.

## Temporada regular
V = Victorias, D = Derrotas, E = Empates, CTE = Cociente de victorias, PF= Puntos a favor, PC = Puntos en contra
Nota: Los juegos empatados no fueron contabilizados de manera oficial en las posiciones hasta 1972
| New York Giants     | 8 | 1  | 1 | .889 | 206 | 75  |
| Philadelphia Eagles | 7 | 1  | 2 | .875 | 267 | 131 |
| Washington Redskins | 6 | 3  | 1 | .667 | 169 | 180 |
| Boston Yanks        | 2 | 8  | 0 | .200 | 82  | 233 |
| Brooklyn Tigers     | 0 | 10 | 0 | .000 | 69  | 166 |

| Green Bay Packers | 8 | 2  | 0 | .800 | 238 | 141 |
| Chicago Bears     | 6 | 3  | 1 | .667 | 258 | 172 |
| Detroit Lions     | 6 | 3  | 1 | .667 | 216 | 151 |
| Cleveland Rams    | 4 | 6  | 0 | .400 | 188 | 224 |
| Card-Pitt         | 0 | 10 | 0 | .000 | 108 | 328 |

## Juego de Campeonato
- Green Bay Packers 14, New York Giants 7, 17 de diciembre de 1944, Polo Grounds, New York, New York

## Líderes de la liga
| Estadísticas | Nombre       | Equipo    | Yardas |
| ------------ | ------------ | --------- | ------ |
| Pasando      | Irv Comp     | Green Bay | 1.159  |
| Corriendo    | Bill Paschal | New York  | 737    |
| Recibiendo   | Don Hutson   | Green Bay | 866    |